# Motín de Chuquisaca
El motín de Chuquisaca fue un precedente de la intervención peruana en Bolivia de 1828, cuando soldados colombianos del batallón Voltígeros en el cuartel de la Guardia del Presidente se sublevaron el 18 de abril en Chuquisaca (actual Sucre), Bolivia.
Este levantamiento se produjo contra el bolivariano Antonio José de Sucre, quien resultó gravemente herido e imposibilitado de ejercer sus funciones, poniendo fin al gobierno de Sucre en lo que se consideró el primer golpe de Estado de la historia de Bolivia.

## Motín
A las 06:00 horas del 18 de abril de 1828, se informó a Sucre en el Palacio Nacional que se habían sublevado los soldados colombianos del batallón Voltígeros en el cuartel de la Guardia del Presidente. Le habían llegado informes de que se estaba tramando el levantamiento, pero no deseaba prenderlos antes de tiempo. El presidente envió al coronel José Escolástico Andrade a controlar la situación, poco después acudía personalmente en compañía de sus edecanes, el ministro Infante y el capitán colombiano Cipriano Escalona. Ahí es recibido a balazos por los amotinados. Enardecido por el recibimiento, aplicó espuelas al caballo y entró acompañado de Escalona. Increpó a los soldados: «Granaderos, ¿qué hay? ¿qué queréis?», pero antes de acabar la frase tres descargas cerradas por orden del sargento tucumano Guillermo Cainzo le horadaron el sombrero, lo hirieron superficialmente en la frente y el brazo derecho, mientras Escalona era alcanzado en el izquierdo. Herido, el caballo del mandatario se encabritó y fuera de control giró y corrió hasta las caballerizas del palacio, donde los encargados lograron dominarlo. Sucre se había aferrado a la crin y fue llevado a su lecho con sólo una herida en la cabeza y un brazo roto. Sin embargo, se desvaneció por la hemorragia copiosa en su extremidad. Sucre estaba convaleciente y su vicepresidente ausente, con arreglo a la constitución entregó el poder al general Pérez de Urdininea, presidente de su Consejo de Ministros. El palacio se llenó de partidarios, entre ellos Olañeta, quien juró a Sucre sofocar la revuelta. En cuanto salió se unió a los amotinados, presidiendo su junta y pidiendo a Gamarra intervenir.
Entretanto, Infante quiso llamar a las tropas colombianas que estaban en La Paz. Sucre se opuso, alegando que ellas no podían mezclarse en luchas internas, y que para sofocar la presente bastaba con las que tenía el general Francisco López de Quiroga en Potosí, a quien mando llamar. El general López de Quiroga marchó a sofocarlas, siendo vencido el 30 de abril en un combate en que murió el guerrillero José Miguel Lanza. Más tarde, Infante le escribió a Bolívar tres veces pidiéndole atacara al Perú desde el norte, según una carta del 2 de junio que Pérez de Urdininea descubrió después.
Mientras estaba convaleciente, el 20 de abril, Sucre envió un poder para contraer matrimonio con Mariana Carcelén, quien estaba en Quito. Ocho días después Gamarra se reúne con sus oficiales y les informa que La Mar le dio completa libertad para actuar en el sur. Dispuso que el general Cerdeña mandara la vanguardia de zapadores en el cruce del río y una reserva quedará a cargo de Martínez de Aparicio. Su ejército se componía de los batallones 1° y 2° de Zepita, 1° y 2° del Callao y Pichincha y los escuadrones Húsares de Junín y Dragones de Arequipa.